# Коломиец, Алексей Федотович
Алексей Федотович Коломи́ец (1919—1994) — советский украинский драматург.

## Биография
А. Ф. Коломиец родился в крестьянской семье в селе Харьковцы (ныне Лохвицкий район Полтавской области) 17 марта (по другим данным 21 июня) 1919 года. Он был шестым ребёнком в семье которая рано потеряла своего отца. Окончил семилетнюю школу.
Учился в Харьковском институте советской торговли, а с 1938 по 1941 год — в Харьковском университете на историческом факультете. Участвовал в Великой Отечественной войне. Член ВКП(б) с 1944 года..
С 1950 по 1953 год работал главным редактором газеты «Молодёжь Украины», с 1953 по 1960 год работал заведующим отделом журнала «Изменение». В 1950-е начинает писать рассказы, которые затем войдут в сборник «Біла криниця».
Впервые имя Коломийца появляется на театральных афишах в начале 1960-х годов. Первая проба пера — пьеса «Фараоны» принесла ему успех, пьеса была поставлена в нескольких театрах. В 1978 году на сцене театра им. Ивана Франко состоялся пятисотый показ этого спектакля. Сюжетная линия пьесы тяготеет к комедии Аристофана «Лисистрата». Художественная независимость и смелость Коломийца заключалась в том, что он перенёс действие пьесы в современное ему колхозное село и не сделал обычного противопоставления хороших и плохих героев пьесы.
Пьесы написанные Алексеем Федотовичем ставились на сценах театров Москвы (Государственный академический театр имени Е. Вахтангова, Московский драматический театр имени Н. В. Гоголя, Малый театр), Киева (Национальный академический драматический театр имени Ивана Франко), Львова (Национальный академический украинский драматический театр имени Марии Заньковецкой), Винницы (Винницкий государственный академический музыкально-драматический театр им. Н. К. Садовского), Нежине, Херсоне, и других городов СССР, а также в Болгарии, Польше, Канаде, Югославии.

## Награды
- орден Октябрьской Революции (22.08.1986)
- орден Отечественной войны II степени (11.03.1985)
- орден Трудового Красного Знамени (16.03.1979)
- орден «Знак Почёта» (29.05.1969)
- медали
- Государственная премия СССР (1980) — за спектакль «Дикий ангел», поставленный в Киевском государственном академическом украинском театре имени Ивана Франко
- Премия имени Тараса Шевченко (1977) — за драматическую дилогию «Голубые олени» и «Кравцов»[1].

## Творчество
- 1961 — «Фараоны», сатирическая комедия (впервые поставлена на сцене театра имени Гоголя в Москве в 1961 году, в 1962 году на сцене театра имени Франко в Киеве)[2]
- 1963 — «Где же твоё солнце», лирическая драма (другое название «Чебрец пахнет сонцем»)[2]
- 1964 — «Прошу слова сегодня», драма[2]
- 1965 — «Планета Сперанта», драма (другое название «Планета надежд»)[2]
- 1966 — «Спасибо тебе, моя любимая»
- 1972 — «Одиссея в семь дней»
- 1973 — «Голубые олени»[1]
- 1975 — «Кравцов»
- 1977 — «Серебряная паутина»
- 1978 — «Дикий Ангел»[1]
- 1987 — «Двое смотрят кино»

## Фильмография

### Автор сценария
1. 1973 — Костер на снегу
2. 1974 — Прощайте, фараоны!
3. 1986 — Дом отца твоего

### Экранизации произведений
1. 2010 — Платон Ангел (реж. И. Войтюк)